# Championnat du monde junior de hockey sur glace 1986
Navigation
Finlande 1985 Tchécoslovaquie 1987
La dixième édition du championnat du monde junior de hockey sur glace a eu lieu entre le 26 décembre 1985 et le 4 janvier 1986 au Canada pour le groupe A, entre le 13 et le 22 mars pour le groupe B en Autriche et enfin du 22 au 27 mars en France pour le groupe C.

## Groupe A
Le groupe a joué ses matchs dans les villes canadiennes de Toronto et Hamilton.

### Résultats du groupe A
| Équipe             | URSS. | Can. | U.S.A. | Suè. | Tch. | Fin. | Sui. | All. |
| ------------------ | ----- | ---- | ------ | ---- | ---- | ---- | ---- | ---- |
| URSS               |       | 4–1  | 7–3    | 6–1  | 4–3  | 4–3  | 7–3  | 10–0 |
| Canada             | 1–4   |      | 5–2    | 9–2  | 3–5  | 6–5  | 12–1 | 18–2 |
| États-Unis         | 3–7   | 2–5  |        | 5–1  | 5–2  | 5–7  | 11–3 | 4–1  |
| Suède              | 1–6   | 2–9  | 1–5    |      | 3–2  | 2–0  | 7–1  | 10–0 |
| Tchécoslovaquie    | 3–4   | 5–3  | 2–5    | 2–3  |      | 2–0  | 7–2  | 9–3  |
| Finlande           | 3–4   | 5–6  | 7–5    | 0–2  | 0–2  |      | 9–2  | 7–2  |
| Suisse             | 3–7   | 1–12 | 3–11   | 1–7  | 2–7  | 2–9  |      | 7–1  |
| Allemagne fédérale | 0–10  | 2–18 | 1–4    | 0–10 | 3–9  | 2–7  | 1–7  |      |

### Classement du groupe A
|        | Équipe             | PJ | V | N | D | BP | BC |
| ------ | ------------------ | -- | - | - | - | -- | -- |
| Or     | URSS               | 7  | 7 | 0 | 0 | 41 | 14 |
| Argent | Canada             | 7  | 6 | 0 | 1 | 54 | 21 |
| Bronze | États-Unis         | 7  | 5 | 0 | 2 | 35 | 26 |
| 4      | Suède              | 7  | 4 | 0 | 3 | 26 | 23 |
| 5      | Tchécoslovaquie    | 7  | 4 | 0 | 3 | 30 | 20 |
| 6      | Finlande           | 7  | 3 | 0 | 4 | 31 | 22 |
| 7      | Suisse             | 7  | 1 | 0 | 6 | 19 | 54 |
| 8      | Allemagne fédérale | 7  | 0 | 0 | 7 | 9  | 65 |

### Meilleurs pointeurs groupe A
|   | Joueur          | Équipe          | B | A  | PTS |
| - | --------------- | --------------- | - | -- | --- |
| 1 | Shayne Corson   | Canada          | 7 | 7  | 14  |
| 2 | Joe Murphy      | Canada          | 4 | 10 | 14  |
| 3 | Valeri Kamenski | URSS            | 7 | 6  | 13  |
| 4 | Jim Sandlak     | Canada          | 5 | 7  | 12  |
|   | Radek Ťoupal    | Tchécoslovaquie | 5 | 7  | 12  |
|   | Joe Nieuwendyk  | Canada          | 5 | 7  | 12  |
| 7 | Steve Leach     | États-Unis      | 6 | 5  | 11  |
| 8 | Jiří Kučera     | Tchécoslovaquie | 5 | 5  | 10  |
|   | Michal Pivoňka  | Tchécoslovaquie | 5 | 5  | 10  |
|   | Igor Viazmikine | URSS            | 5 | 5  | 1   |

## Groupe B
Le groupe B s'est passé à Klagenfurt en Autriche.

### Résultats groupe B
| Équipe   | Pol. | Nor. | Aut. | Rou. | Jap. | P.-Bas | Ita. | Bul. |
| -------- | ---- | ---- | ---- | ---- | ---- | ------ | ---- | ---- |
| Pologne  |      | 4–3  | 12–1 | 4–2  | 3–0  | 8–9    | 9–2  | 6–0  |
| Norvège  | 3–4  |      | 10–6 | 4–4  | 8–0  | 12–0   | 4–3  | 13–  |
| Autriche | 1–12 | 6–10 |      | 4–3  | 6–5  | 8–0    | 9–3  | 8–2  |
| Roumanie | 2–4  | 4–4  | 3–4  |      | 7–5  | 6–5    | 4–4  | 6–2  |
| Japon    | 0–3  | 0–8  | 5–6  | 5–7  |      | 6–5    | 7–2  | 12–0 |
| Pays-Bas | 9–8  | 0–12 | 0–8  | 5–6  | 5–6  |        | 4–2  | 7–1  |
| Italie   | 2–9  | 3–4  | 3–9  | 4–4  | 2–7  | 2–4    |      | 10–3 |
| Bulgarie | 0–6  | 1–13 | 2–8  | 2–6  | 0–12 | 1–7    | 3–10 |      |

### Classement groupe B
|   | Équipe   | PJ | V | N | D | BP | BC |
| - | -------- | -- | - | - | - | -- | -- |
| 1 | Pologne  | 7  | 7 | 0 | 0 | 46 | 17 |
| 2 | Norvège  | 7  | 5 | 1 | 1 | 54 | 18 |
| 3 | Autriche | 7  | 5 | 0 | 2 | 42 | 35 |
| 4 | Roumanie | 7  | 3 | 2 | 2 | 32 | 28 |
| 5 | Japon    | 7  | 3 | 0 | 4 | 35 | 31 |
| 6 | Pays-Bas | 7  | 2 | 0 | 5 | 30 | 43 |
| 7 | Italie   | 7  | 1 | 1 | 5 | 26 | 40 |
| 8 | Bulgarie | 7  | 0 | 0 | 7 | 9  | 62 |

## Groupe C
La ville française de Gap a accueilli les matchs du groupe C.

### Résultats groupe C
| Équipe          | Fra. | Dan. | G.-B. | Chi. | Hon. | Bel. |
| --------------- | ---- | ---- | ----- | ---- | ---- | ---- |
| France          |      | 4–4  | 14–2  | 11–4 | 10–2 | 13–1 |
| Danemark        | 4–4  |      | 10–4  | 4–2  | 7–2  | 4–4  |
| Grande-Bretagne | 2–14 | 4–10 |       | 6–4  | 4–2  | 4–2  |
| Chine           | 4–11 | 2–4  | 4–6   |      | 6–4  | 7–2  |
| Hongrie         | 2–10 | 2–7  | 2–4   | 4–6  |      | 6–5  |
| Belgique        | 1–13 | 4–4  | 2–4   | 2–7  | 5–6  |      |

### Classement groupe C
|   | Équipe          | PJ | V | N | D | BP | BC |
| - | --------------- | -- | - | - | - | -- | -- |
| 1 | France          | 5  | 4 | 1 | 0 | 51 | 13 |
| 2 | Danemark        | 5  | 3 | 2 | 0 | 28 | 16 |
| 3 | Grande-Bretagne | 5  | 3 | 0 | 2 | 20 | 31 |
| 4 | Chine           | 5  | 3 | 0 | 2 | 23 | 27 |
| 5 | Hongrie         | 5  | 1 | 0 | 4 | 16 | 31 |
| 6 | Belgique        | 5  | 0 | 1 | 4 | 14 | 34 |

## Sources
- (de) Cet article est partiellement ou en totalité issu de l’article de Wikipédia en allemand intitulé « Eishockey-Weltmeisterschaft 1986 » (voir la liste des auteurs).